# Lissaspis inca
Lissaspis inca är en stekelart som beskrevs av Jussila 1998. Lissaspis inca ingår i släktet Lissaspis och familjen brokparasitsteklar. Inga underarter finns listade i Catalogue of Life.